# Елверум
Елверум (норв. Elverum) је град у Норвешкој. Град је у оквиру покрајине Источне Норвешке и други је по величини и значају град округа Хедмарк. Има статус града од 1996.

## Географија
Град Елверум се налази у источном делу Норвешке. Од главног града Осла град је удаљен 150 km североисточно од града.
Елверум се налази у средишњем делу Скандинавског полуострва, у области Естердален. Град се развио у долини реке Гломе, највеће у Норвешкој. Долина је релативно широка, па је град долази тек до првих брегова около. Сходно томе надморска висина града је од 180 до преко 220 м.

## Историја
Први трагови насељавања на месту данашњег Елверума јављају се у доба праисторије, али сталног насеља није било све до 17. века. Тада је у шведско-норвешком рату уочен стратешки значај датог положаја, па је 1673. године започета изградња тврђаве.
Насеље је од почетка до новијег времена било војног карактера, па је тек 1996. године добило градска права.
Током петогодишње окупације Норвешке (1940—45) од стране Трећег рајха Елверум и његово становништво нису значајније страдали. Међутим, околина града је била позната по партизанским борбама.

## Становништво
Данас Елверум има око 14 хиљада у градским границама, односно око 20 хиљада у ширем градском подручју. Последњих година број становника у граду расте по годишњој стопи од преко 0,5%.

## Привреда
Привреда Елверума се традиционално заснивала на индустрији и делатности везаним за војску. Последњих година значај туризма, трговине, пословања и услуга је све већи.

## Збирка слика
- Главна црква у Елверуму
- река Глома у току кроз Елверум
- Градска болница